# Rencontres européennes de littérature
Les Rencontres européennes de littérature sont un festival littéraire organisé chaque année à Strasbourg, en Alsace et dans les pays frontaliers.
Les Rencontres européennes de littérature ont été créées en 2005 par l’Association Capitale Européenne des Littératures (EUROBABEL) en partenariat avec l’Université de Strasbourg.
Elles bénéficient depuis 2009 du soutien de la Ville et de la Communauté urbaine de Strasbourg et depuis 2012 du soutien du Centre national du livre.

## Objectifs
« L’Europe n’a pas réussi à penser sa littérature comme une unité historique, et je ne cesserai de penser que c’est là son irréparable échec intellectuel», écrivait Milan Kundera en 2005.
Une Europe des peuples doit nécessairement avoir pour fondation le dialogue des cultures et, en premier lieu, des littératures, qui, de Dante à Shakespeare, de Cervantès à Goethe, en ont toujours été la forme la plus emblématique.
C’est la vocation naturelle de Strasbourg, capitale européenne et ville de culture, d’être le moteur d’une telle dynamique.
Les Rencontres européennes de littérature ont été créées pour mettre en œuvre ce rôle en plaçant en résonance les trois dimensions européenne, francophone et multiculturelle de l’Alsace, riche d’une patrimoine trilingue exceptionnel.
C’est au cours de ce festival que sont remis le prix européen de littérature, le prix de littérature francophone Jean Arp et le prix du patrimoine Nathan Katz.

## Programmation
Les Rencontres européennes de littérature ont lieu chaque année à Strasbourg et dans toute la région.
Leur programmation est assurée par l’Association Capitale Européenne des Littératures (EUROBABEL) à travers deux grandes manifestations : Traduire l'Europe (en mars, à Strasbourg) et Écrire l'Alsace (d'avril à novembre, dans toute la région, en Suisse en Allemagne).
Le dialogue interculturel, la traduction littéraire, l’expression théâtrale et la mixité des publics constituent quatre des grands axes de la programmation des deux manifestations.
Organisé à Strasbourg chaque année depuis 2009 en association avec la Ville, la Communauté urbaine et les Médiathèques  de Strasbourg, Traduire l'Europe comporte deux grandes séquences :
– « la passion des langues », consacrée aux langues et littératures européennes et à la traduction ; 
- « le français en partage », consacrée à la coexistence entre langues dominantes et langues minoritaires
Traduire l'Europe est ouvert par la conférence inaugurale donnée par un invité d’honneur dans la grande salle du Palais universitaire de Strasbourg. On citera pour les années récentes : Jean Bollack (2008), Anne Brasseur (2009), Alberto Manguel (2010), Yves Bonnefoy (2011), Tzvetan Todorov (2012) et George Steiner (2013).
Organisé chaque année d'avril à novembre en association avec la Région Alsace et l'Office pour la Langue et la Culture d'Alsace (OLCA), Écrire l'Alsace s'articule autour de deux grandes cycles consacrés à des auteurs ou à des thèmes liés à la culture de l'Alsace et de l'Europe.
Écrire l'Alsace s'étend sur l'ensemble de la région Alsace en relation avec médiathèques, centres culturels, librairies, lieux universitaires, lycées et associations culturelles diverses. Au-delà des frontières, la manifestation travaille en relation avec les centres culturels français à l'étranger, les universités et les associations culturelles locales.